# Восьмой канал (Беларусь)
ЗАО «8 КАНАЛ» как самостоятельное СМИ было зарегистрировано 19 августа 1996 года. Телекомпания «8 канал» приступила к вещанию своих программ на территории Минска в 1989 году. Хотя, по неофициальным данным, он вещал ещё осенью 1991 года, показывая голливудские боевики в плохом качестве, и с того времени по настоящее позиционируется как информационно-развлекательный. Изначально сигнал канала возможно было принять только на индивидуальную или самодельную антенну. В настоящее время «8 канал» осуществляет круглосуточное вещание. Компания ЗАО «8 канал» активно занимается производством документальных фильмов, телевизионных программ, репортажей, выпусков новостей и спонсированием спортивных мероприятий. Основу телепрограмм составляют передачи собственного производства, фильмы, документальные циклы, художественные сериалы для детей и взрослых.
Телепередачи канала выходят на русском и белорусском языках.
1 января 2001 года на частоте 8 ТВК в Минске было начато вещание телеканала СТВ. В этом же году «8 канал» построил собственный телевещательный центр: передатчик, передающая антенна и мачта находятся в собственности компании, и в конце декабря 2001 года канал возобновил свою работу на 11 ТВК в столице Беларуси.
21 января 2019 года телеканал перешёл на формат вещания HD.
28 июля 2025 года «8 канал» перешёл на круглосуточное вещание.

## Интересный факт
- За неуплату вещания телеканал был исключен из первого мультиплекса, а основное место было отдано только создавшемуся телеканалу Беларусь 3. В настоящее время телеканал входит во второй коммерческий мультиплекс[4]. До ноября 2015 года вещал в открытом доступе.

## Аналоговое вещание
03.10.1996 — 15.05.2015
- Витебск 24 канал
- Минск 8 и 11 каналы
- Москва 60 канал